# USS Yorktown (CV-5)
«Йорктаун» (англ. USS Yorktown (CV-5) — американський авіаносець, перший корабель однойменної серії

## Історія служби
Авіаносець «Йорктаун» закладений 21 травня 1934 року, спущений на воду 4 квітня 1936 року, в строю з 30 вересня 1937 року.

### Довоєнний період

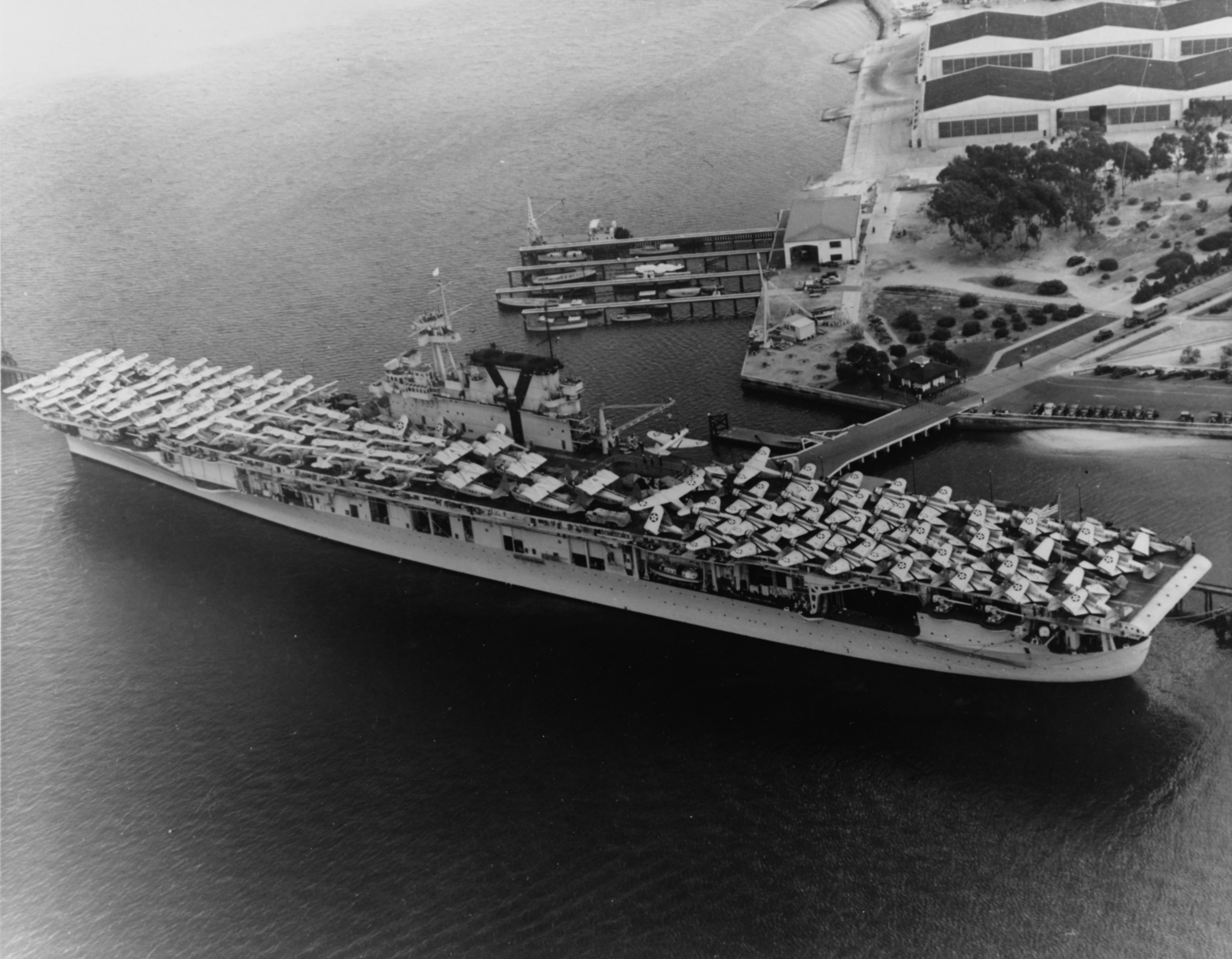
«Йорктаун» в червні 1940 року

Після вступу у стрій авіаносець входив до складу Тихоокеанського флоту США.

### Друга світова війна
У травні 1941 року «Йорктаун» здійснив перехід в Атлантичний океан та увійшов до складу «Патруля нейтралітету». Брав участь у супроводженні конвоїв в Англію та пошуку німецьких кораблів. В грудні повернувся на Тихий океан і 6 січня 1942 року прибув у Сан-Дієго. В лютому авіаносець взяв участь у завданні ударів по японських об'єктах на Островах Гілберта.
6 березня поблизу острова Нумеа «Йорктаун» з'єднався з «Лексінгтоном». Щоб полегшити становище союзників на острові Ява, американці вирішили завдати нового удару по Рабаулу — вперше силами двох авіаносців. Але незабаром після виходу в море з'днання TF11 (2 авіаносці, 8 важких крейсерів, 14 есмінців) удар перенацілили на місце висадки японських десантів в портах Лае та Саламуа на півночі Нової Гвінеї. Щоб не потрапити під атаку ворожої базової авіації, виліт вирішили провести на межі радіуса дії торпедоносців, що вимагало від штурманів виняткової точності. Всього у повітря піднялись 103 літаки, для забезпечення протиповітряної оборони залишилось 24 винищувачі, а для протичовнового патрулювання — 9 бомбардувальників SBD «Донтлес».
Літаки атакували бомбами берегові цілі без особливого успіху, тільки винищувачі знищили 2 гідролітаки типу E8N. На численні кораблі супроводу спрямували удар торпедоносці та пікіруючі бомбардувальники, які змогли потопити допоміжний крейсер «Конго-Мару», 6000-тонний транспорт та великий тральщик. При цьому загинув тільки один пікірувальник.
Цей бій, який став на флоті США першим випадком атаки великої кількості літаків по морських цілях, виявив ряд серйозних недоліків в матеріальній частині та підготовці особового складу. Так, з 13 випущених торпед 8 потонули відразу після скидання, а 5, хоч і пішли правильним курсом, але цілі так і не вразили — позначились ненадійні гіроскопи та прилади глибини. На «Донтлесах» при пікіруванні з великої висоти через різкий перепад температур запотівали оптичні приціли та ліхтарі кабіни, не даючи змоги екіпажам бачити ціль.

### Битва в Кораловому морі

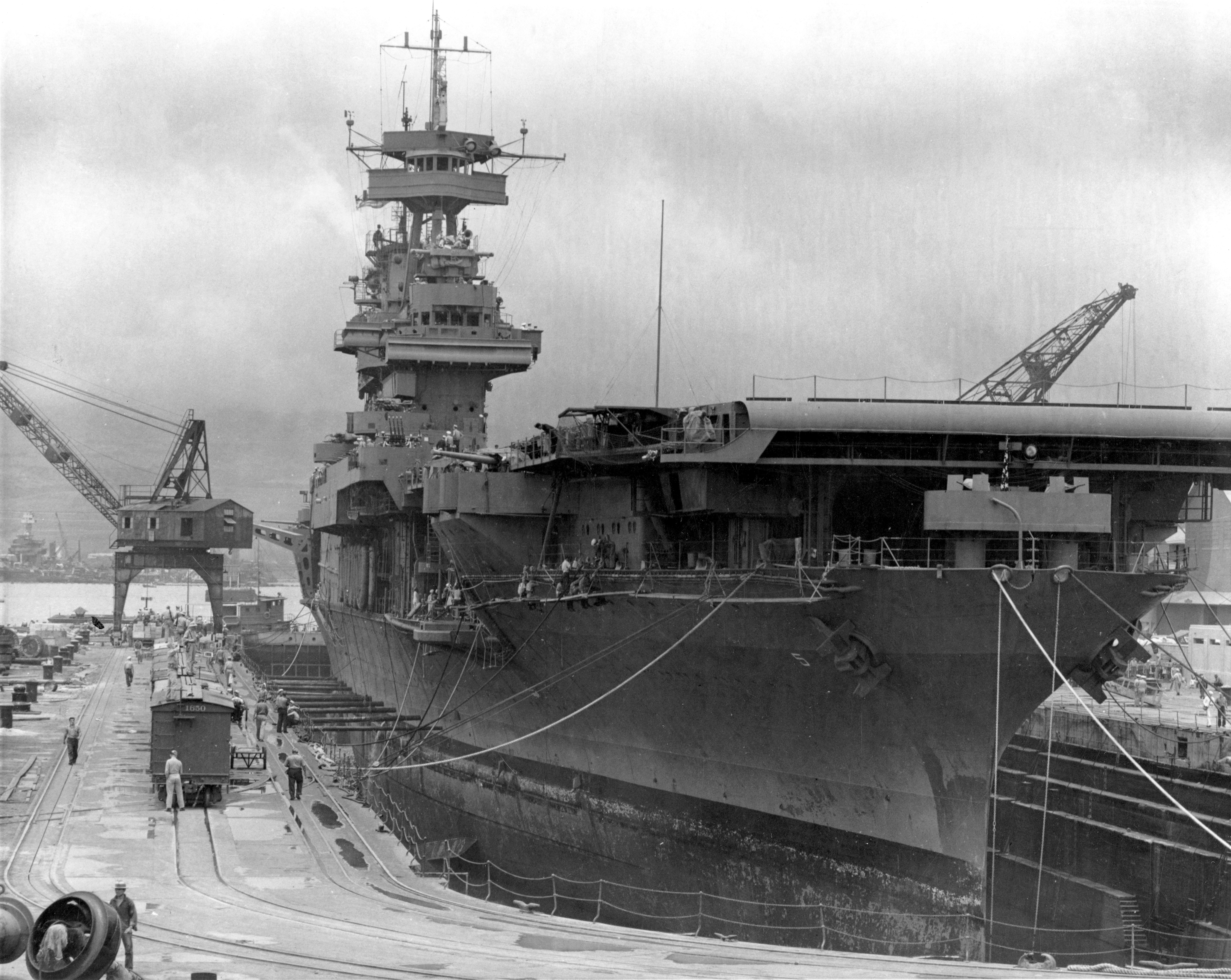
«Йорктаун» в доці після битви у Кораловому морі

В дводенній битві в Кораловому морі 7-8 травня 1942 року літаки «Йорктауна» (8 F4F3, 24 SBD-3, 9 TBD-1) потопили японський авіаносець «Сьохо» та пошкодили «Сьокаку». Проте в корабель влучила 250-кг бомба у районі мостика. Бомба пробила три палуби та викликала пожежу, яку вдалось швидко ліквідувати, і корабель зміг повернутись до Перл-Гарбора для ремонту.

### Битва за Мідвей

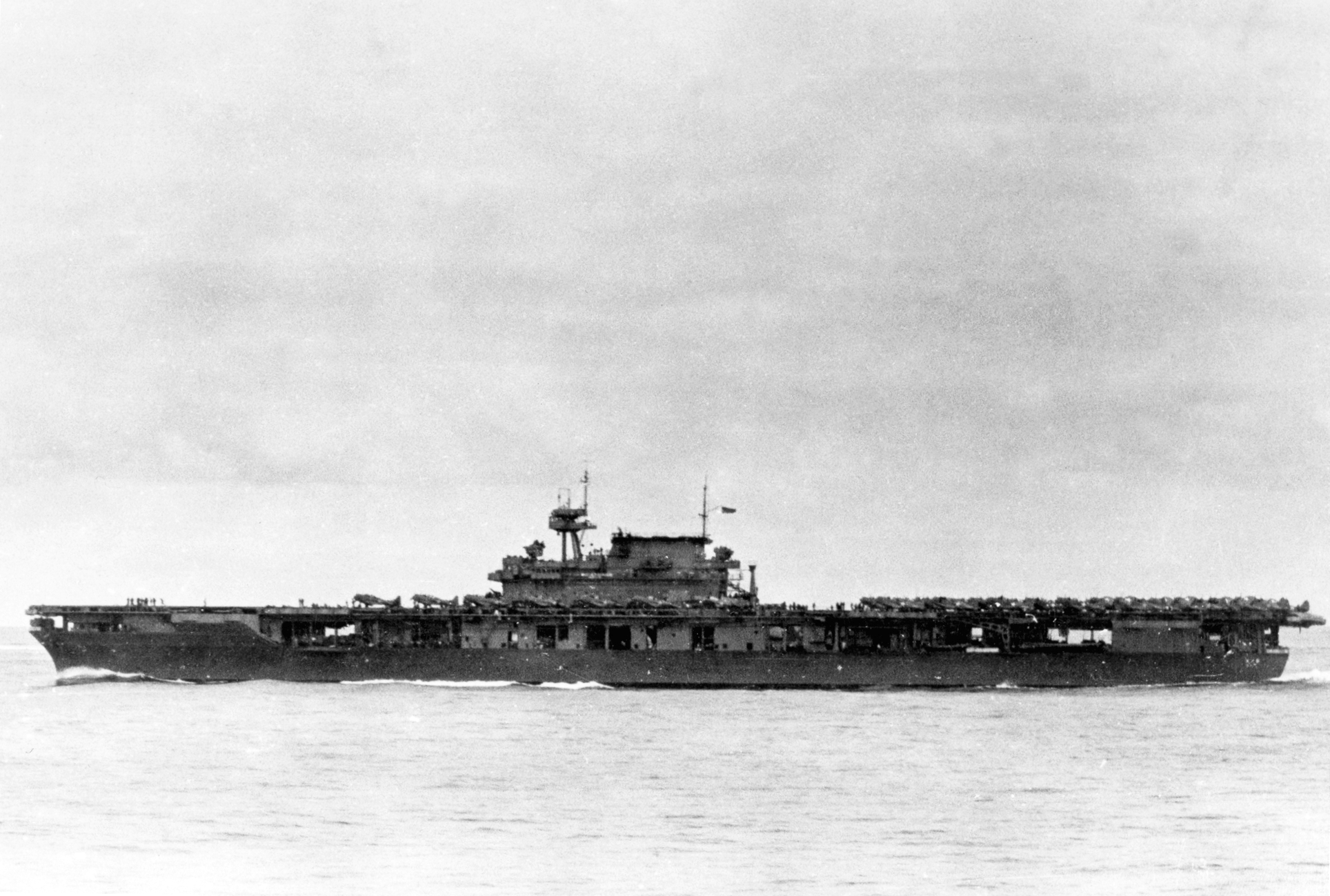
«Йорктаун» на світанку 4 червня 1942 року

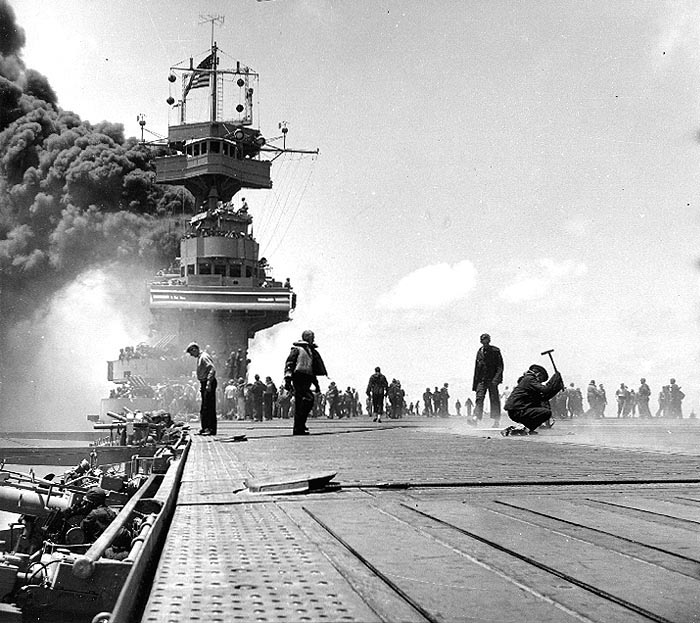
Пожежа на «Йорктауні» після влучання японської бомби

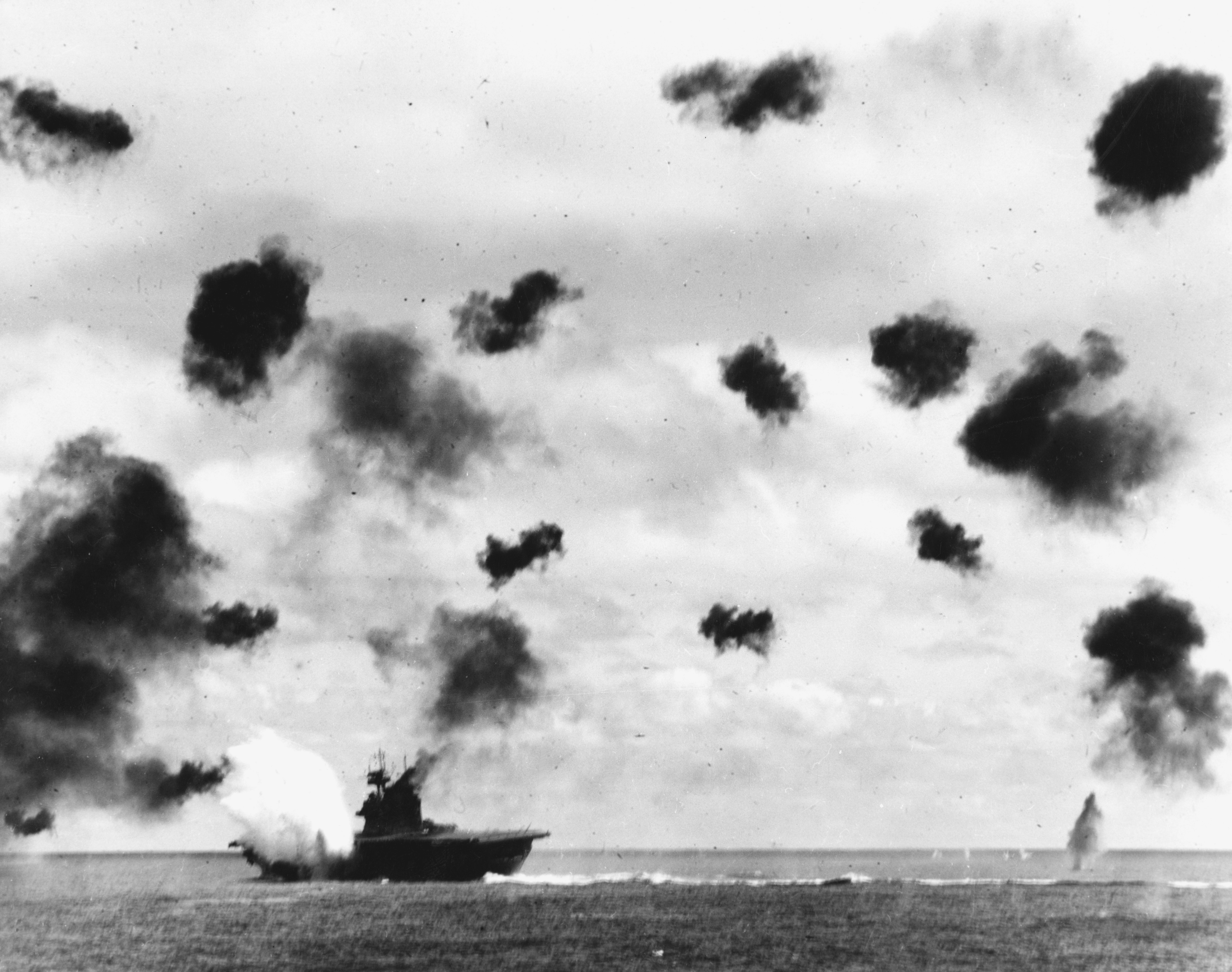
Влучання торпеди в «Йорктаун» вдень 4 червня 1942 року

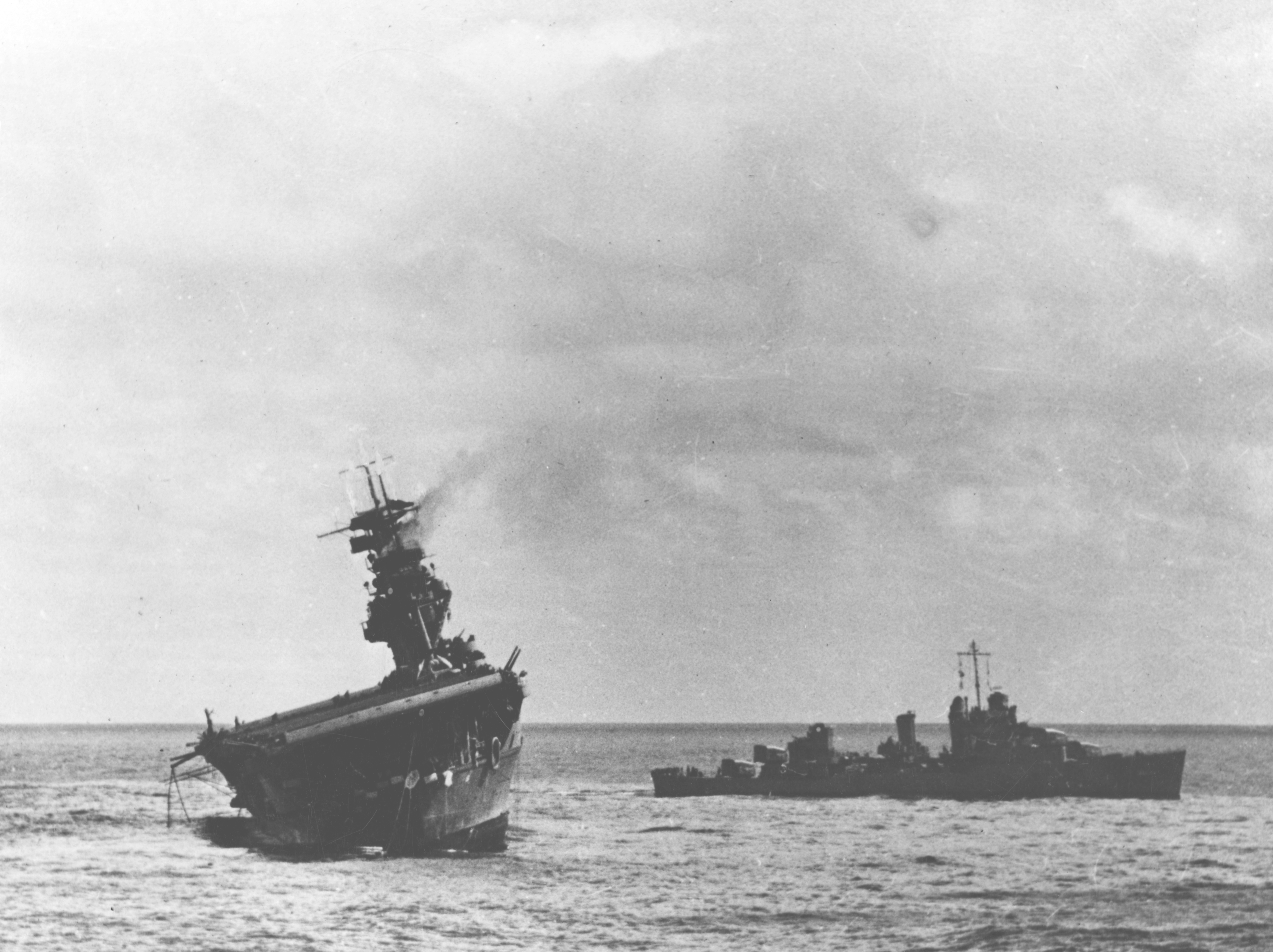
Пошкоджений «Йорктаун» 6 червня 1942 року

Ремонтні підрозділи змогли повернути «Йорктаун» у стрій всього за 4 дні до битви за Мідвей, яка відбулась 4 червня 1942 року. Під час битви авіагрупа «Йорктауна» потопила авіаносець «Сорю» та організувала пошук вцілілого японського авіаносця «Хірю». Але через декілька годин авіаносець атакували 18 японських бомбардувальників D3A1 «Вел» з «Хірю», які, прорвавшись скрізь завісу зенітного вогню та прикриття винищувачів, вразили «Йорктаун» трьома бомбами. Перша вибухнула на політній палубі та знищила підготовлений до старту винищувач. Друга влучила в димову трубу та вибухнула всередині корпусу, поблизу сховищ палива та погребів боєзапасу. Лише завдяки системі вуглекислотного пожежогасіння, яка спрацювала ефективно, та затопленню погребів, вдалось уникнути детонації. Пожежі вдалось локалізувати, і незабаром «Йорктаун» розвинув 20-вузловий хід і навіть відновив заправку винищувачів пальним.
Але менш, ніж за годину його знову атакували 10 торпедоносців, які йшли на невеликій висоті під прикриттям шести винищувачів. Розділившись на групи, вони атакували «Йорктаун» з чотирьох різних напрямків та з дистанції 500 метрів випустили торпеди. Дві з них влучили у ціль. Корабель втратив хід та нахилився, зайнялись цистерни з паливом. Близько 15-ї години командир наказав покинути судно. Важко поранений авіаносець залишався на плаву. До світанку 6 червня аварійні групи ліквідували пожежі та приступили до відкачування води із затоплених відсіків. Проте корабель був атакований японським підводним човном I-168, який випустив 2 торпеди. Вранці наступного дня «Йорктаун» затонув.